# Saint-Michel-sur-Rhône
Saint-Michel-sur-Rhône è un comune francese di 772 abitanti situato nel dipartimento della Loira della regione dell'Alvernia-Rodano-Alpi.

## Società

### Evoluzione demografica
Abitanti censiti